# Pimpinella spinosa
Pimpinella spinosa är en flockblommig växtart som beskrevs av Joseph Gaertner och Leopold Dippel. Pimpinella spinosa ingår i släktet bockrötter, och familjen flockblommiga växter. Inga underarter finns listade i Catalogue of Life.